# Josep Bono Gonzálbez

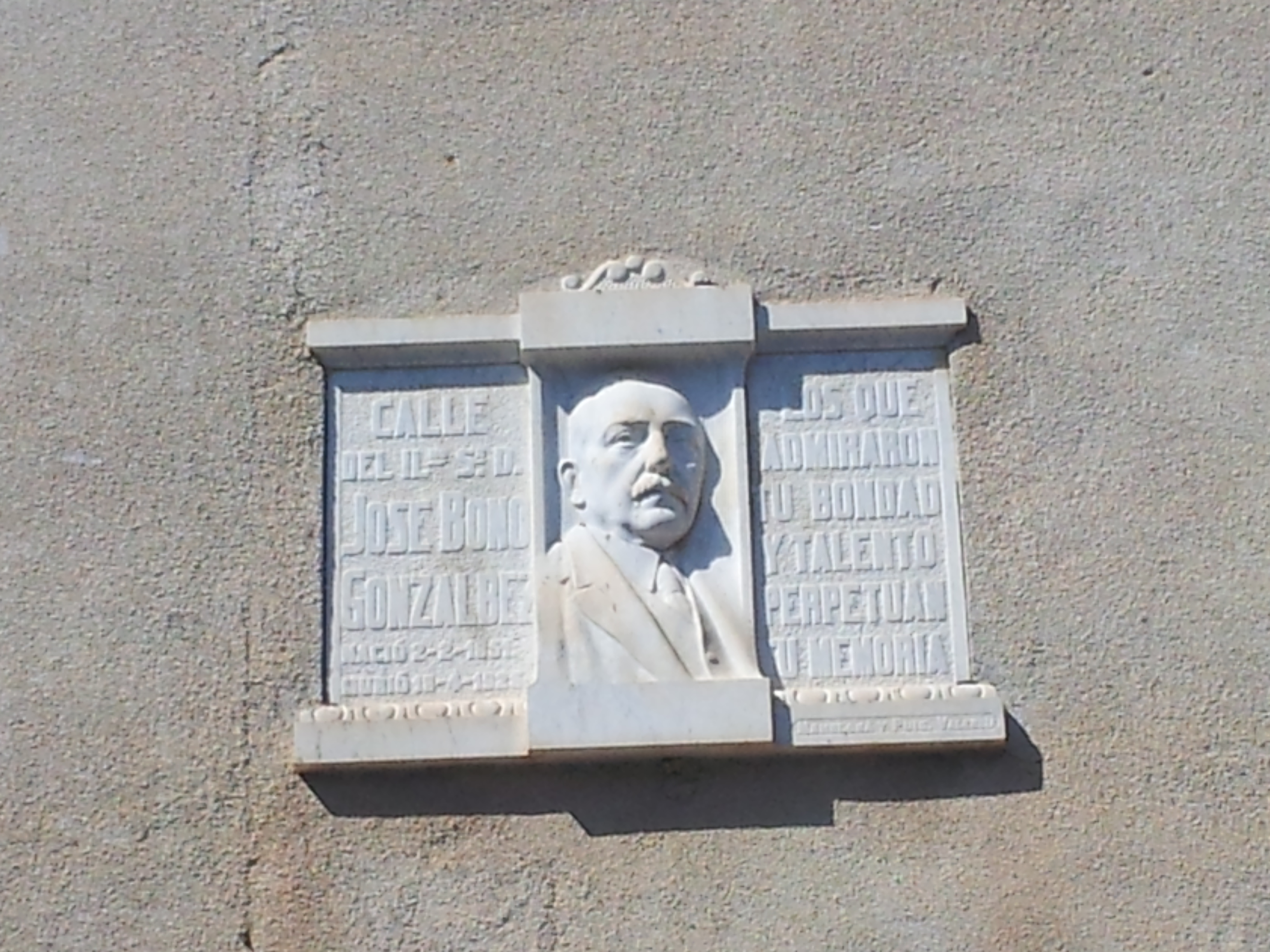
Placa dedicada a Josep Bono, al carrer homònim de Muro d'Alcoi, junt a la Plaça del Matzem. L'escut de la seua casa és BIC.

Josep Bono Gonzálbez (Muro, 2 de febrer de 1851 - 18 d'abril de 1925) va ser un polític valencià, Diputat Provincial a Alacant pel partit judicial de Cocentaina en 1883. Un retrat on apareix vestit de mariner, obra de Francesc Jover i Casanova en 1857, és el primer document que constata l'existència de la filà mariners a Muro d'Alcoi.